# Korfbal League 2 2022/2023
De Korfbal League 2 2022/23 is de 1e editie van de Korfbal League 2, de op-één-na hoogste Nederlandse korfbalcompetitie. De Korfbal League 2 is de tweede klasse van het Nederlandse Topkorfbal, onder de Korfbal League. 

## Teams
In totaal spelen er 10 teams in de Korfbal League 2. De nummers 1 tot en met 4 van de competitie kwalificeren zich voor de play-offs, waarna de winnaars van de play-offs de finale spelen. De 10 teams die dit seizoen in de Korfbal League 2 spelen, speelden vorig seizoen allemaal in een andere competitie, aangezien 2022/2023 de eerste editie is van de Korfbal League 2. Dalto/Klaverblad Verzekeringen, Oost-Arnhem en TOP/LITTA degradeerden in 2021/2022 van de Korfbal League naar de Korfbal League 2. De overige 7 teams promoveerden naar de Korfbal League 2 door play-offs in de Hoofdklasse 2021/2022 te winnen.
| Club                           | Stad                   |
| ------------------------------ | ---------------------- |
| AW.DTV                         | Amsterdam              |
| Dalto/Klaverblad Verzekeringen | Driebergen             |
| DSC                            | Eindhoven              |
| DeetosSnel                     | Dordrecht              |
| Fiks                           | Oegstsgeest            |
| Oost-Arnhem                    | Arnhem                 |
| Tempo                          | Alphen a/d Rijn        |
| TOP (A)                        | Arnemuiden             |
| TOP/IAA Fresh                  | Sassenheim             |
| HKC                            | Hardinxveld-Giessendam |

## Seizoen
De Korfbal League 2 is een half-jaar durende competitie in de zaal tussen 10 teams, gespeeld van November tot April. Alle teams spelen 2 wedstrijden tegen elkaar, een thuis- en uitwedstrijd. In totaal speelt elk team in de competitie 18 wedstrijden (exclusief play-offs). Voor een overwinning behaalt een team 2 punten, voor een gelijkspel 1 punt, voor een verlies geen punten.
| Positie | club                           | gs | w  | g | v  | pnt | ds  | dv  | dt  |
| ------- | ------------------------------ | -- | -- | - | -- | --- | --- | --- | --- |
| 1.      | Dalto/Klaverblad Verzekeringen | 18 | 16 | 0 | 2  | 32  | +70 | 440 | 370 |
| 2.      | DSC                            | 18 | 12 | 1 | 5  | 25  | +45 | 420 | 375 |
| 3.      | HKC                            | 18 | 11 | 1 | 6  | 23  | +36 | 415 | 379 |
| 4.      | TOP/IAA fresh                  | 18 | 10 | 1 | 7  | 21  | +26 | 378 | 352 |
| 5.      | Oost-Arnhem                    | 18 | 9  | 1 | 8  | 19  | +10 | 407 | 397 |
| 6.      | Tempo                          | 18 | 7  | 2 | 9  | 16  | -19 | 376 | 395 |
| 7.      | AW.DTV                         | 18 | 7  | 1 | 10 | 15  | -20 | 380 | 400 |
| 8.      | TOP (A)                        | 18 | 6  | 1 | 11 | 13  | -28 | 341 | 369 |
| 9.      | DeetosSnel                     | 18 | 6  | 0 | 12 | 12  | -29 | 337 | 366 |
| 10.     | Fiks                           | 18 | 2  | 0 | 16 | 4   | -91 | 381 | 472 |

## Play-offs & Finale
De vier teams die aan het einde van het seizoen de meeste punten hebben spelen play-offs voor de finale tegen elkaar. De play-offs kunnen gezien worden als kruisfinales. De nummer één uit de competitie speelt tegen de nummer vier, de nummer twee speelt tegen de nummer drie. De play-offs worden gespeeld als best-of-three series. De winnaars van de kruisfinales spelen tegen elkaar in de finale. De winnaar van de finale mag zichzelf tot kampioen bekronen.
|  | Play-offs | Play-offs               | Play-offs | Play-offs | Play-offs |    |                         | Finale | Finale | Finale | Finale | Finale |
|  |           |                         |           |           |           |    |                         |        |        |        |        |        |
|  | 1         | Dalto/ Klaverblad Verz. | 25        | 22        |           |    |                         |        |        |        |        |        |
|  | 4         | TOP/ IAA Fresh          | 17        | 16        |           |    |                         |        |        |        |        |        |
|  | 4         | TOP/ IAA Fresh          | 17        | 16        |           | 1  | Dalto/ Klaverblad Verz. | 18     |        |        |        |        |
|  |           |                         |           |           |           | 1  | Dalto/ Klaverblad Verz. | 18     |        |        |        |        |
|  |           | 3                       | HKC       | 19        |           |    |                         |        |        |        |        |        |
|  | 2         | 3                       | HKC       | 19        | DSC       | 23 | 19                      | 18     |        |        |        |        |
|  | 2         |                         |           |           | DSC       | 23 | 19                      | 18     |        |        |        |        |
|  | 3         | HKC                     | 26        | 18        | 26        |    |                         |        |        |        |        |        |

## Promotie/Degradatie
De winnaar van de Korfbal League 2 finale promoveert direct naar de Korfbal League. De nummer 9 van de Korfbal League speelt na de Korfbal League 2 Finale een best-of-3 serie play-down tegen de verliezend Korfbal League 2 finalist. De winnaar van deze play-down serie bemachtigd het laatste plekje in de Korfbal League, de verliezer speelt het volgend seizoen in de Korfbal League 2. De nummer 9 en 10 van de Korfbal League 2 degradeert direct naar de Hoofdklasse. Net als tussen de Korfbal League en Korfbal League 2, vindt er tussen de Korfbal League 2 en Hoofdklasse een play-down plaats om de laatste plek in de Korfbal League 2. De nummer 9 van de Korfbal League 2 speelt een best-of-three serie tegen de verliezend Hoofdklasse finalist. De winnaar van de play-down bemachtigt de laatste plek in de Korfbal League 2.
| Play-down |                                |  |  |  |
|           |                                |  |  |  |
| KL-9      | Groen-Geel                     |  |  |  |
| KL2-2     | Dalto/Klaverblad Verzekeringen |  |  |  |

## Statistieken
| Speler | Club | Doelpunten | Wedstrijden gespeeld |
| ------ | ---- | ---------- | -------------------- |
| -      | -    | -          | -                    |